# Ismaïl Ayoune
Ismaïl Ayoune (15 d'abril de 1987) és un ciclista marroquí.

## Palmarès
- 2012
  - 1r al Challenge de la Marxa Verda-Gran Premi Al Massira
- 2013
  - 1r al Challenge de la Marxa Verda-Gran Premi Al Massira